# Sirocyclina
Spirocyclina es un género de foraminífero bentónico de la familia Spirocyclinidae, de la superfamilia Loftusioidea, del suborden Loftusiina y del orden Loftusiida. Su especie tipo es Spirocyclina choffati. Su rango cronoestratigráfico abarca el Santoniense (Cretácico superior).

## Discusión
Clasificaciones previas incluían Spirocyclina en el suborden Textulariina del orden Textulariida o en el orden Lituolida.

## Clasificación
Spirocyclina incluye a las siguientes especies:
- Spirocyclina atlasica †
- Spirocyclina choffati †
- Spirocyclina elongata †
- Spirocyclina erratica †
- Spirocyclina infravalanginiensis †
- Spirocyclina rugosa †